# Церемония открытия зимних Олимпийских игр 2014

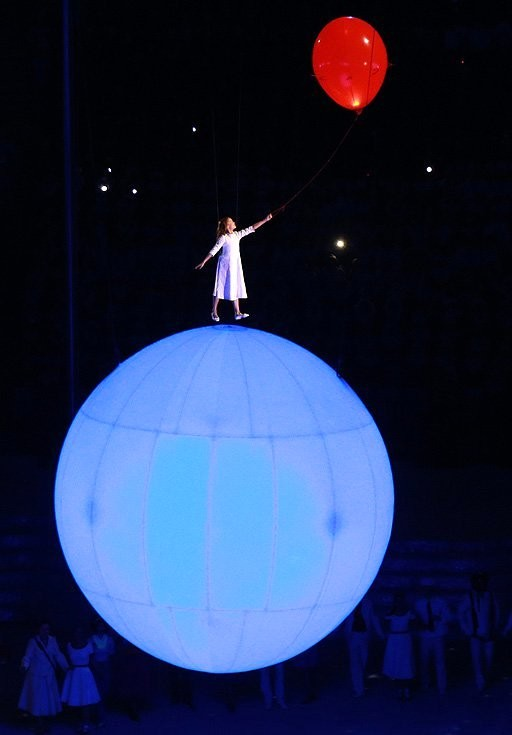
Театрализованная часть церемонии

Церемония открытия зимних XXII Олимпийских игр состоялась 7 февраля 2014 года на Олимпийском стадионе «Фишт» в Сочи, символично началась в 20:14 по московскому времени и продолжалась в течение почти трёх часов.
Официально Игры открыл Президент Российской Федерации Владимир Путин. Также с приветственным словом выступили Президент Оргкомитета «Сочи 2014» Дмитрий Чернышенко и глава Международного олимпийского комитета (МОК) Томас Бах, который в таком качестве впервые принял участие в церемонии открытия Зимних и вообще Олимпийских игр. На церемонии присутствовали более четырёх десятков первых лиц разных стран (что больше чем на открытиях двух предыдущих зимних олимпиад вместе взятых), а также главы ООН и Совета Европы.
По традиции был проведён парад наций, который открыла Греция, а завершили представители команды хозяев — России.
Традиционный олимпийский гимн исполнила российская оперная певица Анна Нетребко и мужской хор Московского Сретенского монастыря, гимн России — мужской хор Московского Сретенского монастыря.
Тематическое шоу «Сны о России» началось парением на большой высоте над полем стадиона девочки с символичным сценическим именем Любовь, а всего в представлении принимали участие более трёх тысяч танцоров, акробатов, актёров, воздушных гимнастов, артистов балета и певцов, а также три сотни бегунов на роликовых коньках. В театрализованной части церемонии зрителям представили историю становления российского государства, в том числе масштабные сцены времён царской России, — в виде парада гвардейцев и бала высшего света, — эпох революции, советской индустриализации и послевоенной жизни. Во время последних на поле стадиона появлялись слова, связанные с советской эпохой, в частности: пионеры, космонавты, студенты, стиляги. По ходу шоу были задействованы многочисленные металлические, надувные, светящиеся и прочие — в том числе многометровые и многотонные, — декорации, которые как выводились на поле стадиона, так и перемещались на большой высоте на подвеске, а также на всё поле стадиона проецировались изображения, а на трибунах зажигались по командам организаторов нагрудные светильники-медальоны, выданные всем зрителям. Светильники управлялись сигналами, передаваемыми инфракрасным прожектором.
Завершилась церемония зажжением чаши Олимпийского Огня и масштабным и продолжительным салютом с фейерверками над стадионом и с нескольких других точек в Олимпийском парке и вокруг. Стадион «Фишт» и другие объекты парка были освещены разноцветной и динамичной интенсивной подсветкой.
Церемонию смотрели сорок тысяч зрителей непосредственно на стадионе «Фишт», а также могли смотреть три миллиарда телезрителей по всему миру. Трансляцию обеспечивали сто сорок телекамер. Всего в подготовке мероприятия было задействовано более десяти тысяч организаторов и участников и две тысячи волонтёров.
Церемония велась на русском, английском и французском языках. На «Первом канале» церемонию комментировали Кирилл Набутов и Анатолий Максимов. Для телеканалов ВГТРК «Россия 1», «Спорт 1» (в прямом эфире) и «Россия-2» (в записи) церемонию комментировали Дмитрий Губерниев и Анастасия Чернобровина.
Во время шоу произошла накладка — одно из олимпийских колец над стадионом не раскрылось. Но российские телезрители могли это видеть не более нескольких секунд: в эфир были показаны кадры с репетиции церемонии. 4 декабря того же года Эрнст сообщил в интервью о том, что в случившемся виновны ирландские риггеры, уронившие его, но побоявшиеся сказать ему об этом.

## Подготовка
Подготовка к церемонии началась более чем за год до её начала. Стадион «Фишт», на котором проводятся церемонии открытия и закрытия, был спроектирован австралийскими специалистами, сооружён российскими и турецкими строителями, оснащён передовым немецким и другим оборудованием (в том числе 130 прожекторами и 2.6 миллионом ламп) и механизмами, а также преимущественно японской телевизионной и телекоммуникационной техникой. Многие использованные на церемонии масштабные и сложные декорации, реквизиты были изготовлены по специальным заказам зарубежными компаниями (например, подвесная двигающаяся светящаяся «русская тройка» — в Швеции, надувные электронные куклы-талисманы — в Австралии и т. д.). Для организации технической части и постановки художественных номеров, в том числе в командный центр управления церемонией, были приглашены лучшие иностранные специалисты.
Среди организаторов:
- Константин Эрнст — главный креативный продюсер церемоний и автор сценария;
- Георгий Цыпин — художник-постановщик и автор сценария, ранее он работал в Метрополитен-опера, Ла Скала, Большом театре, Мариинском театре;
- Андрей Болтенко — режиссёр-постановщик и автор сценария;
- Андрей Насоновский — исполнительный продюсер церемоний и гендиректор Агентства;
- Ирина Прохорова — исполнительный директор;
- Игорь Матвиенко — музыкальный продюсер;
- Джеймс Ли — специалист по подвесным конструкциям, работавший на Олимпиаде в Лондоне;
- Сильвия Хейес — режиссёр-постановщик, известная крупными постановочными номерами в цирке Shangai;
- Фил Хайс — хореограф воздушных гимнастов, директор воздушных постановок в Лондоне-2012;
- Натан Рай — хореограф, постановщик номеров в мюзиклах «Иисус Христос — суперзвезда», «Mamma Mia!»;
- Шана Кэролл — хореограф, постановщик Cirque du Soleil;
- Натали Симрад — главный визажист Cirque du Soleil;
- Ким Баррет — художник по костюмам шоу Cirque du Soleil и фильмов «Человек-паук», «Три короля», «Облачный атлас»[9].

## Русский алфавит
Телевизионную трансляцию открытия зимних Олимпийских игр начинал ролик, посвященный русскому алфавиту. Девочка Любовь, роль которой сыграла 11-летняя гимнастка Лиза Темникова из Краснодара, произносила буквы алфавита и то, что с ними ассоциируется у россиян. Были выбраны люди, явления, предметы, начинающиеся на эти буквы и важные для истории России. На некоторые буквы приходилось сразу по два слова, некоторые слова не начинались на ту букву, с которой были связаны, не были забыты буквы Ъ и Ь, с которых ни одно слово в русском языке не начинается.

| - А — Азбука - Б — Байкал - В — Вертолёт Сикорского - Г — Гагарин / Гжель - Д — Достоевский - Е — Екатерина Великая - Ё — Ёжик в тумане - Ж — Жуковский - З — Зерноуборочный комбайн - И — Империя - Й — Чайковский | - К — Кандинский - Л — Луноход - М — Малевич - Н — Набоков - О — Орбитальная станция - П — Периодическая система - Р — Русский балет Дягилева / Русский язык - С — Спутник - Т — Толстой / Телевидение - У — Ушанка - Ф — Фишт | - Х — Хохлома - Ц — Циолковский - Ч — Чехов - Ш — Шагал - Щ — Щусев - Ъ — Пушкинъ - Ы — Мы - Ь — Любовь - Э — Эйзенштейн - Ю — Парашют - Я — Россия |

## Национальный гимн
Государственный гимн Российской Федерации был исполнен мужским хором московского Сретенского монастыря. Двести сорок волонтёров, одетые в светящиеся костюмы белого, синего и красного цветов (цветов российского флага), образовали формацию. Двигаясь в разные стороны, участники создавали впечатление, словно флаг развевается на ветру.

## Парад наций

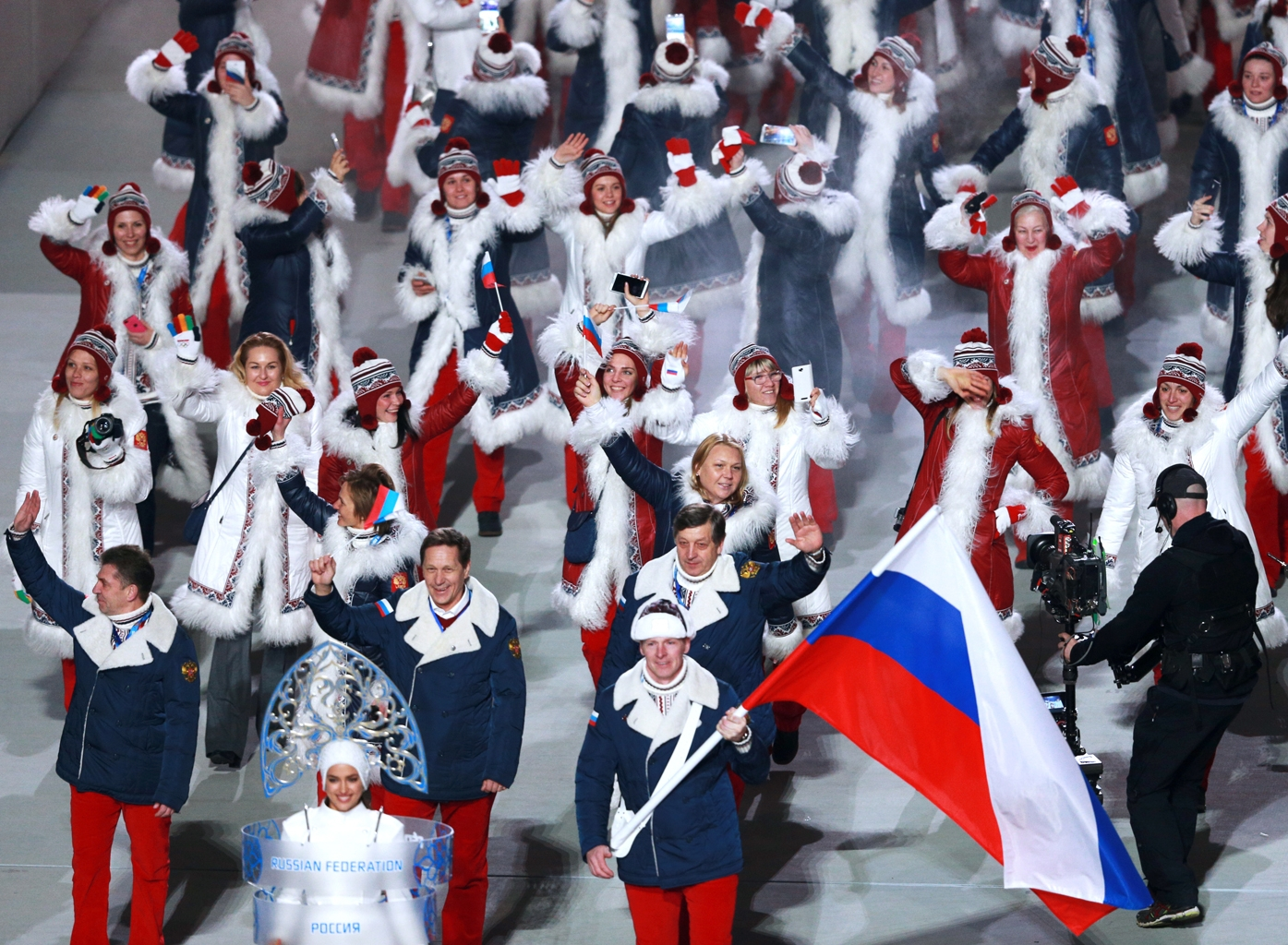
Делегация из России

Традиционно делегации стран-участниц Олимпийских игр появлялись на стадионе в алфавитном порядке языка страны-организатора Игр, в данном случае русского языка. При этом, также традиционно, были сделаны два исключения. Первыми на стадион вышли представители Греции как страны-прародителя Олимпийских игр. Последними же появились спортсмены и другие члены делегации из страны-организатора. Названия стран объявлялись сначала на официальных языках олимпийского движения — французском и английском, а затем на русском. Во время выхода каждой команды на поле стадиона проецировалось большое стилизованное картографическое изображение территории страны, и их лично приветствовали первые лица соответствующих стран, которые присутствовали на церемонии. Команды выходили под миксы, написанные диджеем Леонидом Руденко на основе популярных российских и зарубежных хитов.

## Художественное оформление

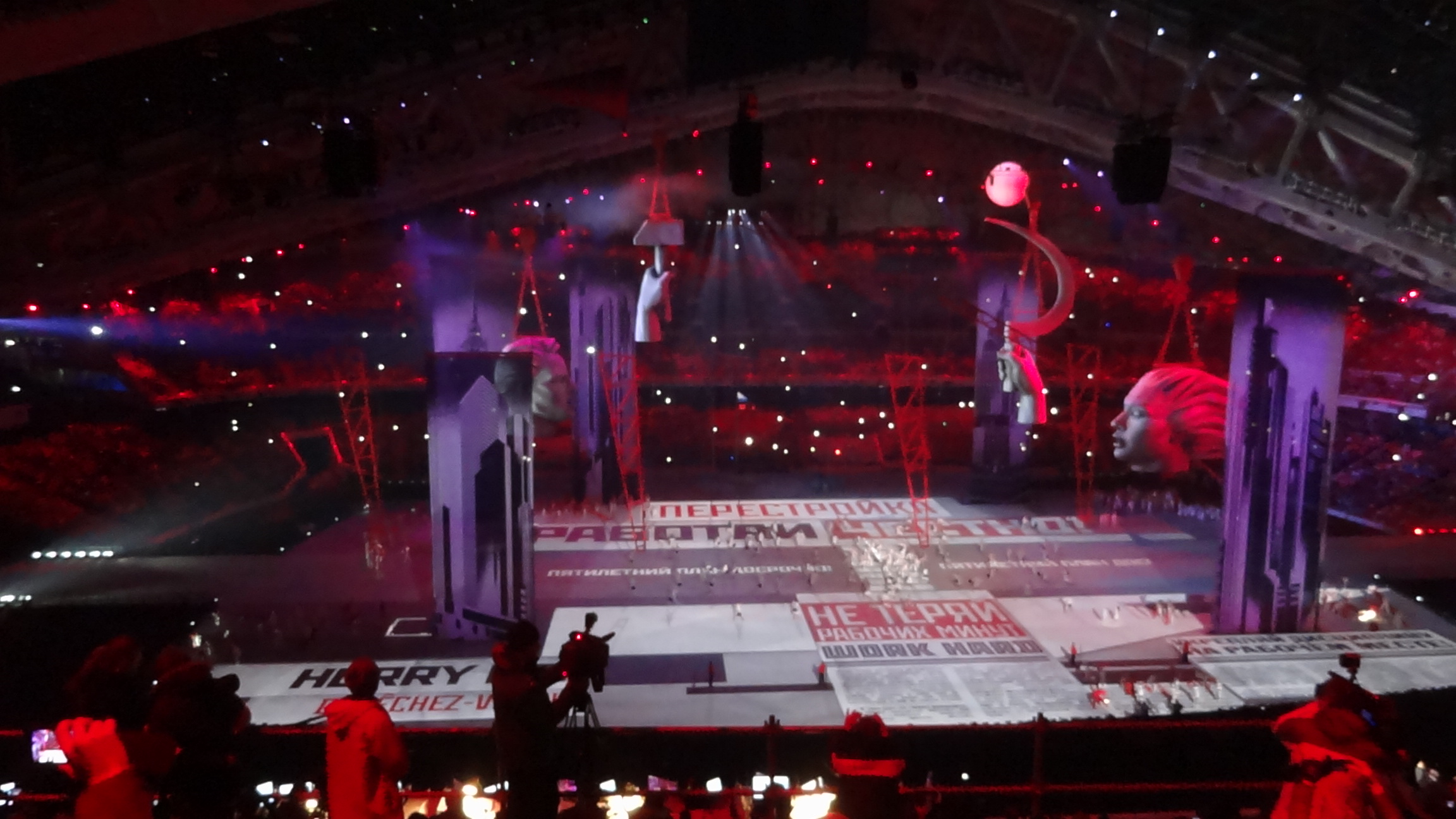
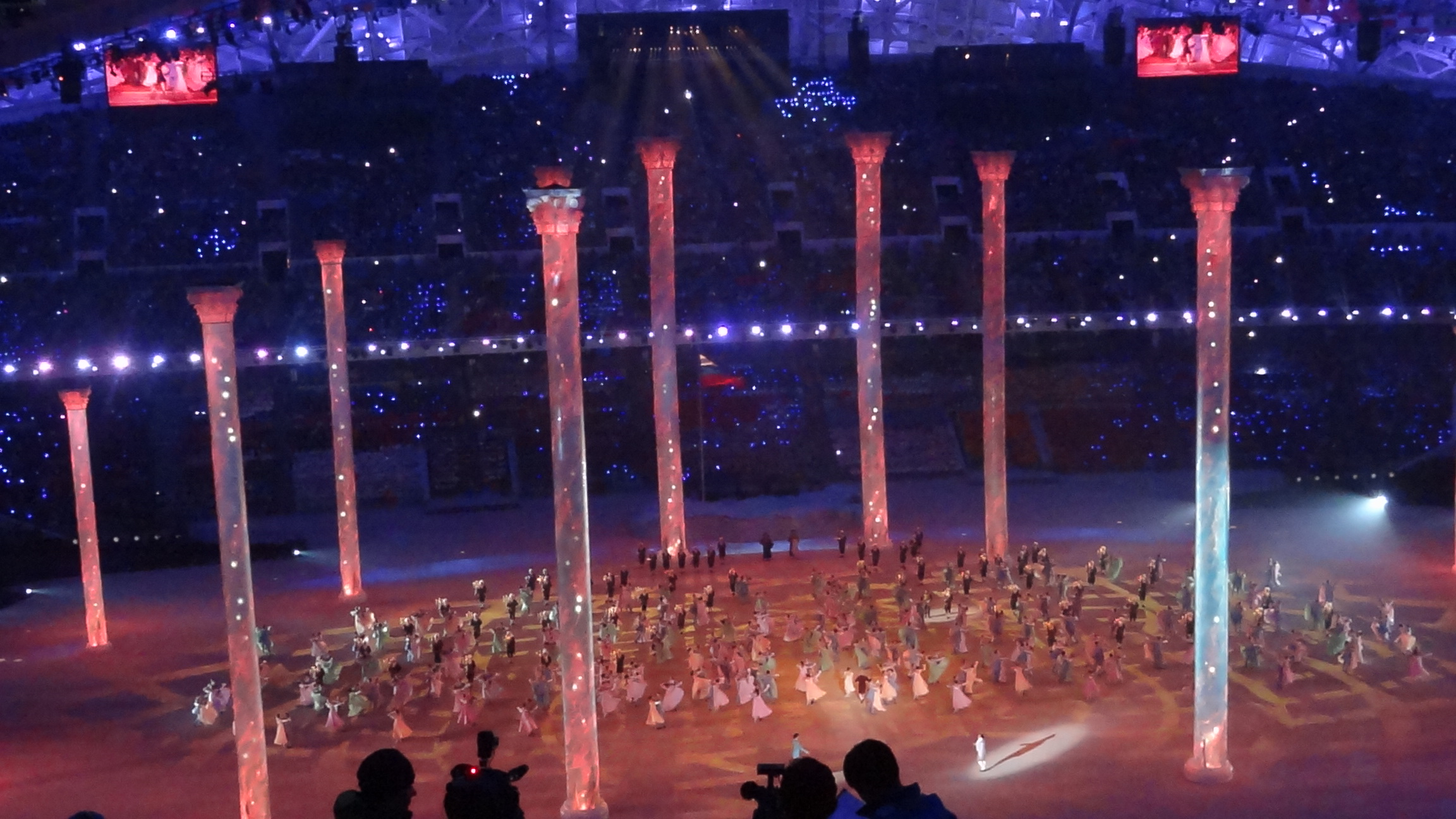
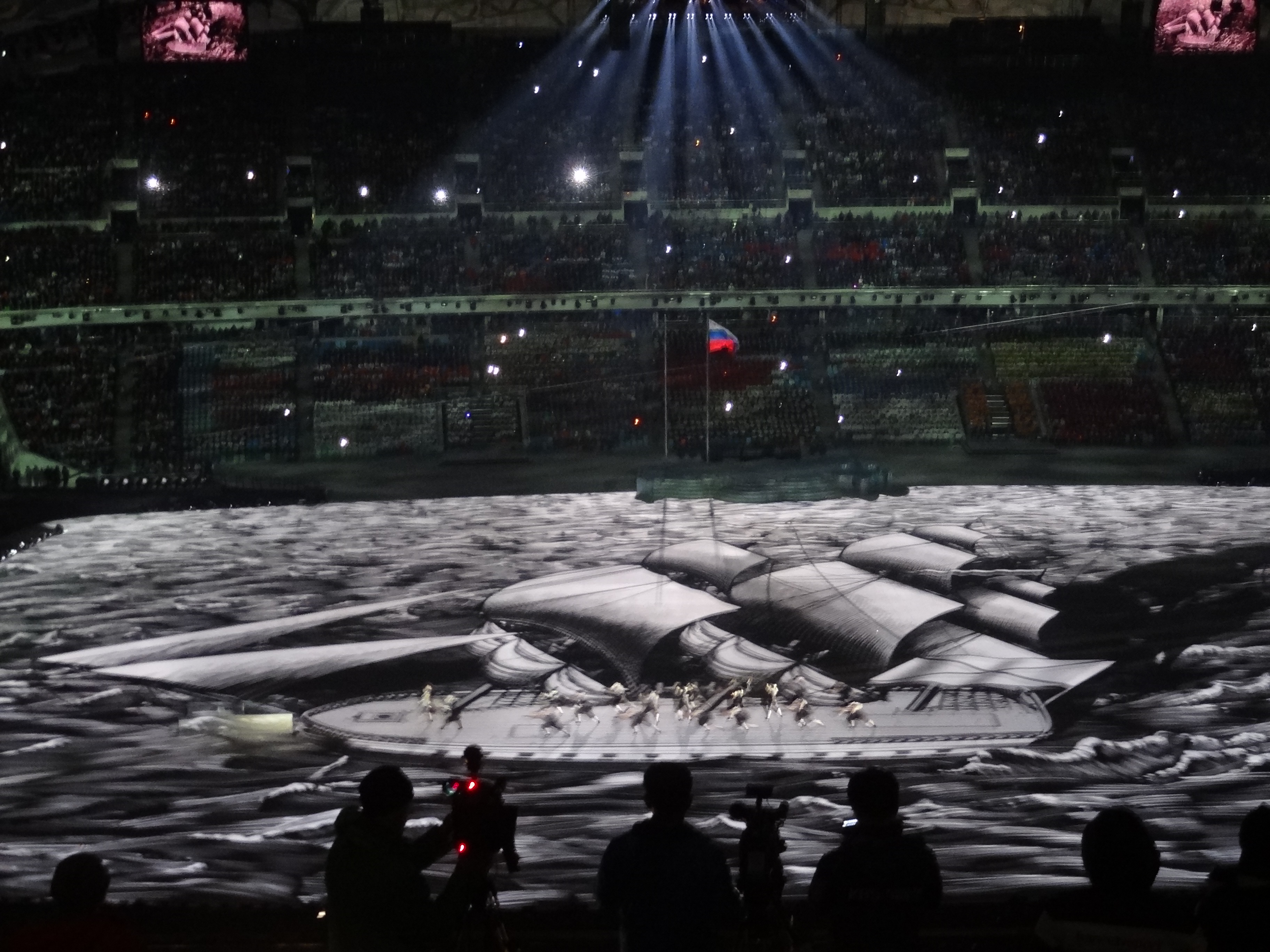
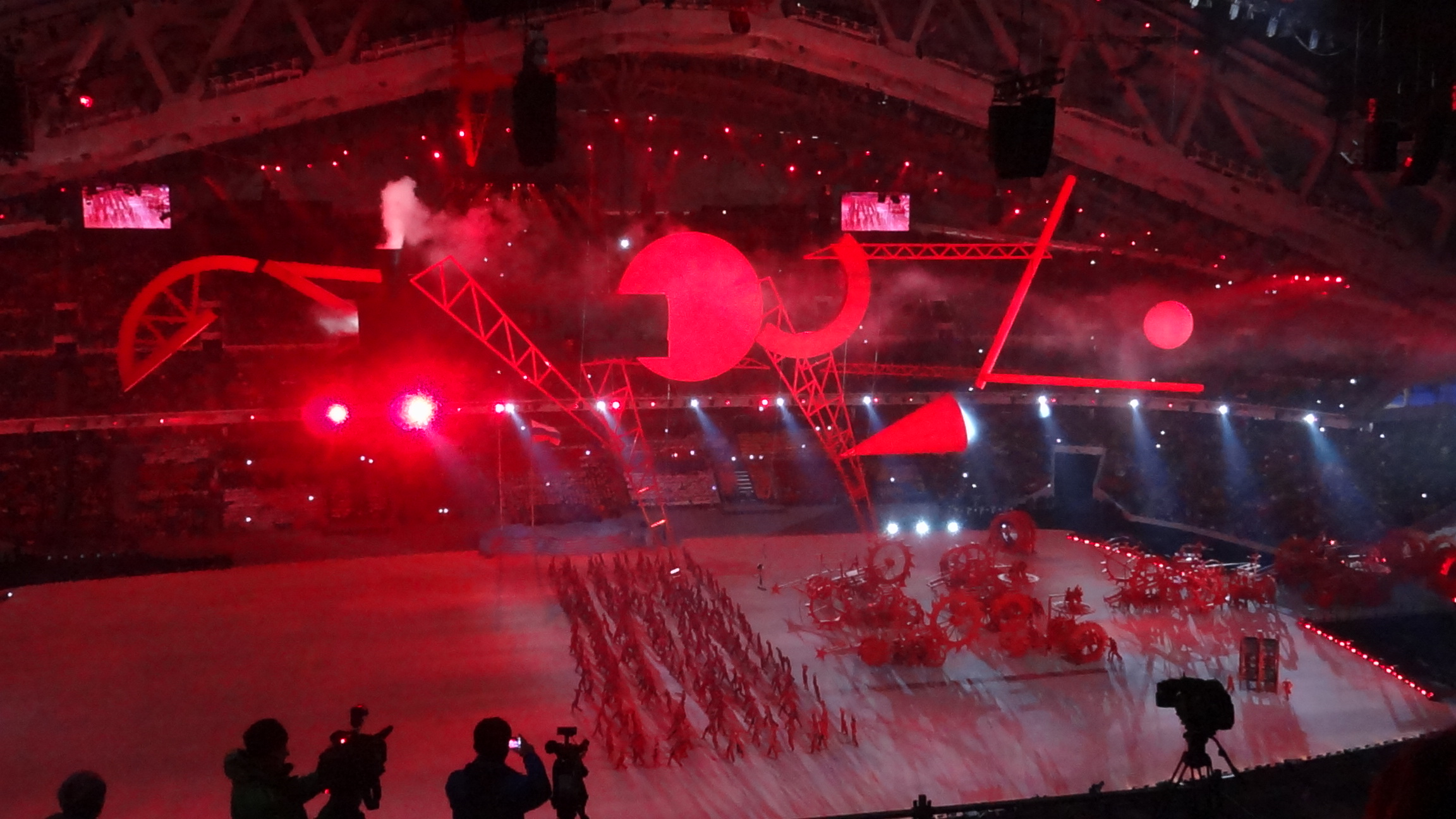
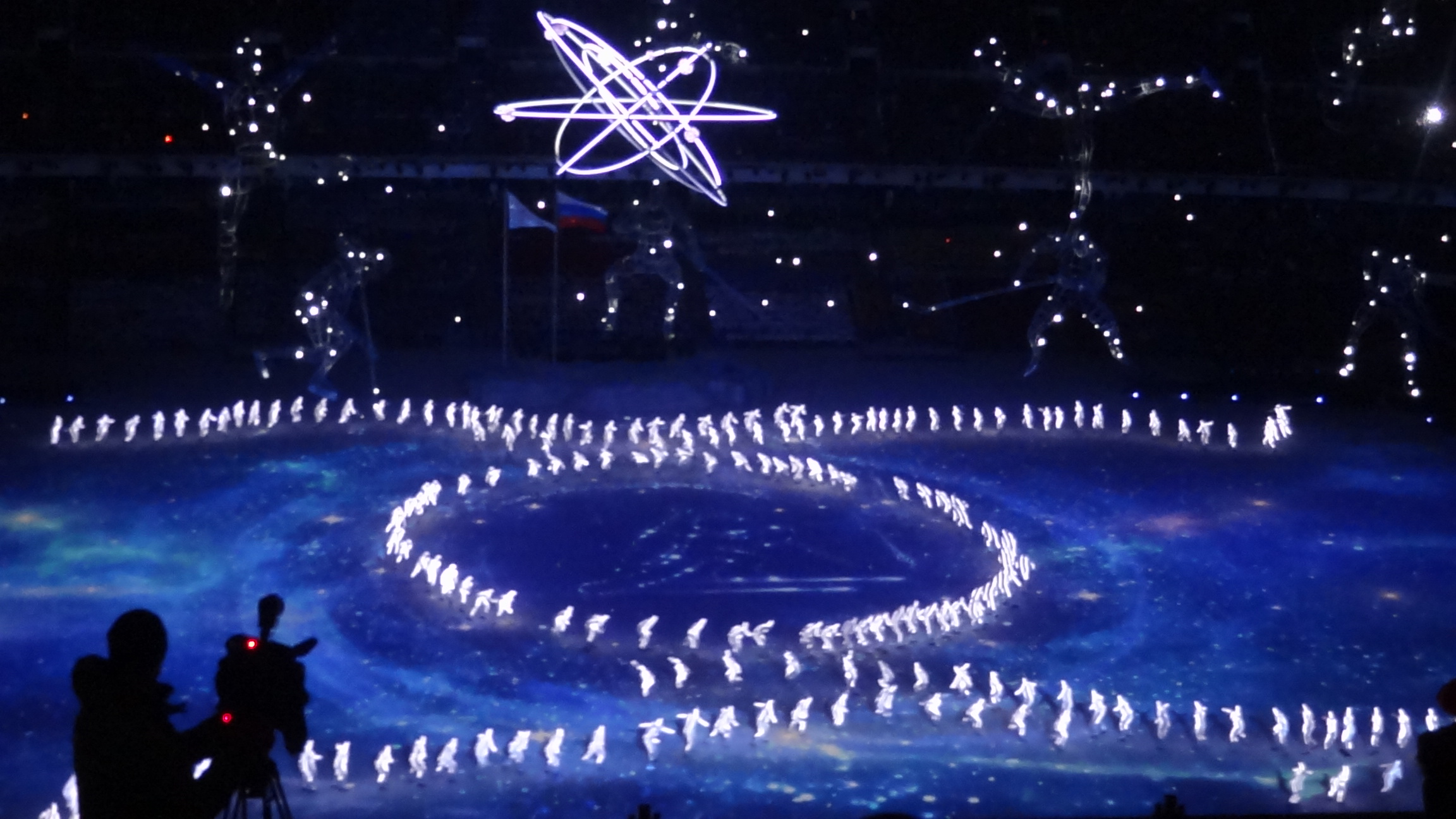

- Рыба-кит, на которой земля держится, является мотивом из апокрифической Голубиной книги.
- Григорий Ревзин отметил, что «сцена с танцующими куполами на церемонии сочинского открытия Олимпиады — это развитие той темы „Древняя Русь как авангард“, которую открыл Аристарх Лентулов»[14]
- Уход «Древней Руси» с арены под колокольный звон напоминает собой крестный ход.
- Сцена закладки Петербурга из церемонии сочинского открытия прямо взята из рисунка Валентина Серова «Петр Первый на строительстве Петербурга»[14].
- Процитирован конструктивистский театр начала 1920-х, «Человек, который был Четвергом» в постановке Александра Таирова с декорациями Александра Веснина[14].
- «Голубка Пикассо» (в сцене балета Дианы Вишневой)
- Иллюстрации к «Маленькому принцу» и картина Сергея Лучишкина «Шар улетел»[источник?].

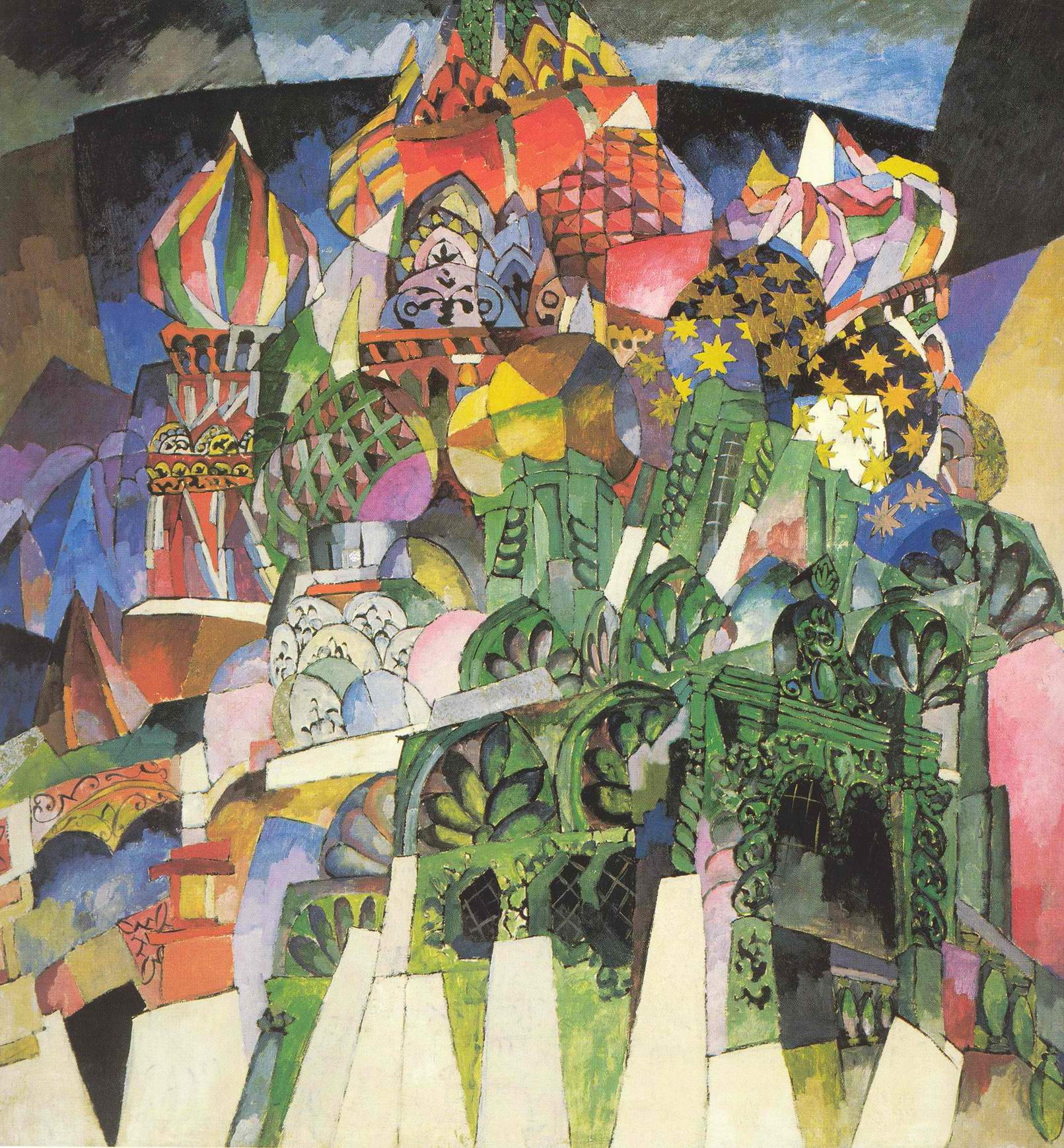
А. Лентулов. «Собор Василия Блаженного», 1913
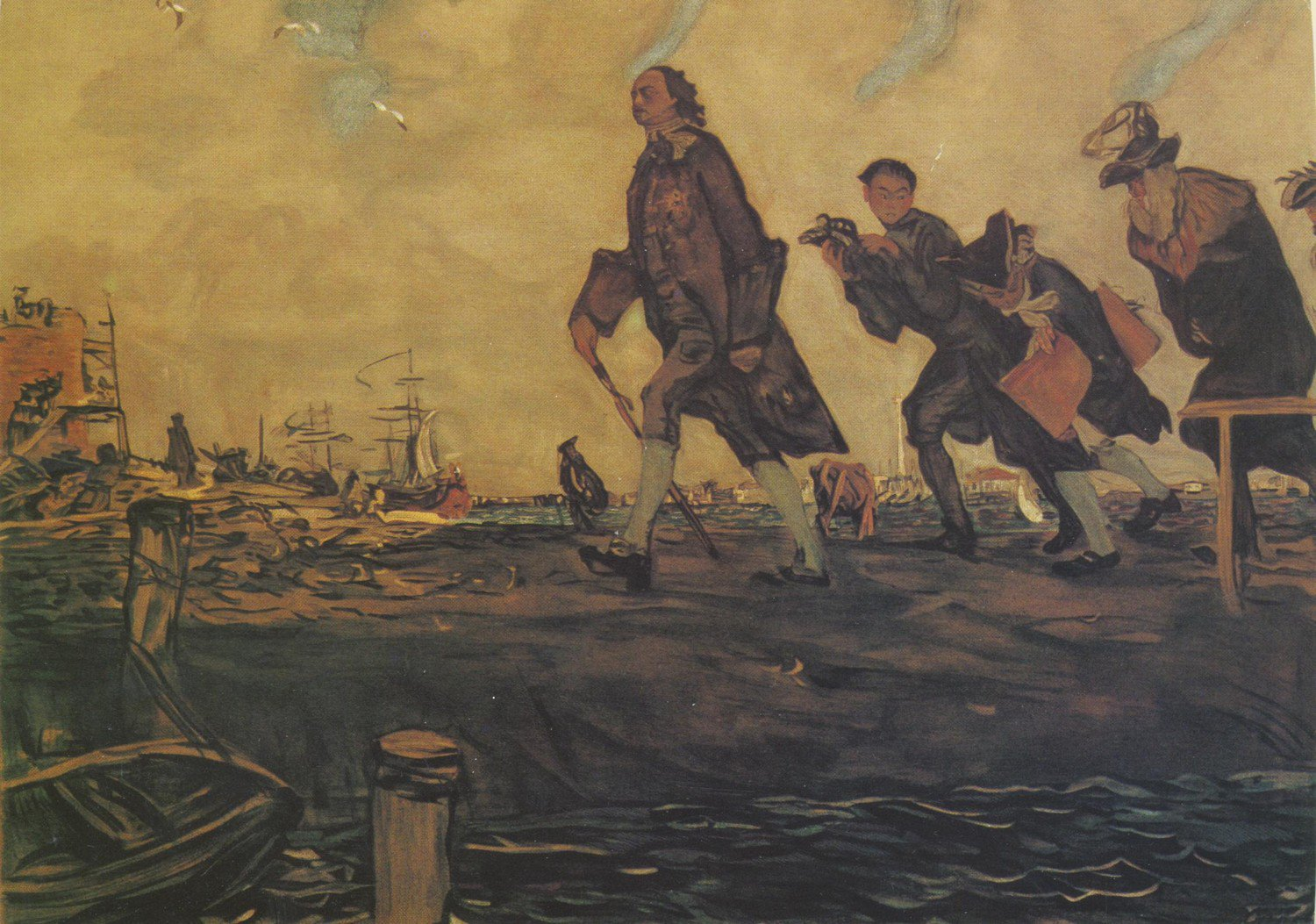
В. Серов. «Петр Первый на строительстве Петербурга», 1907
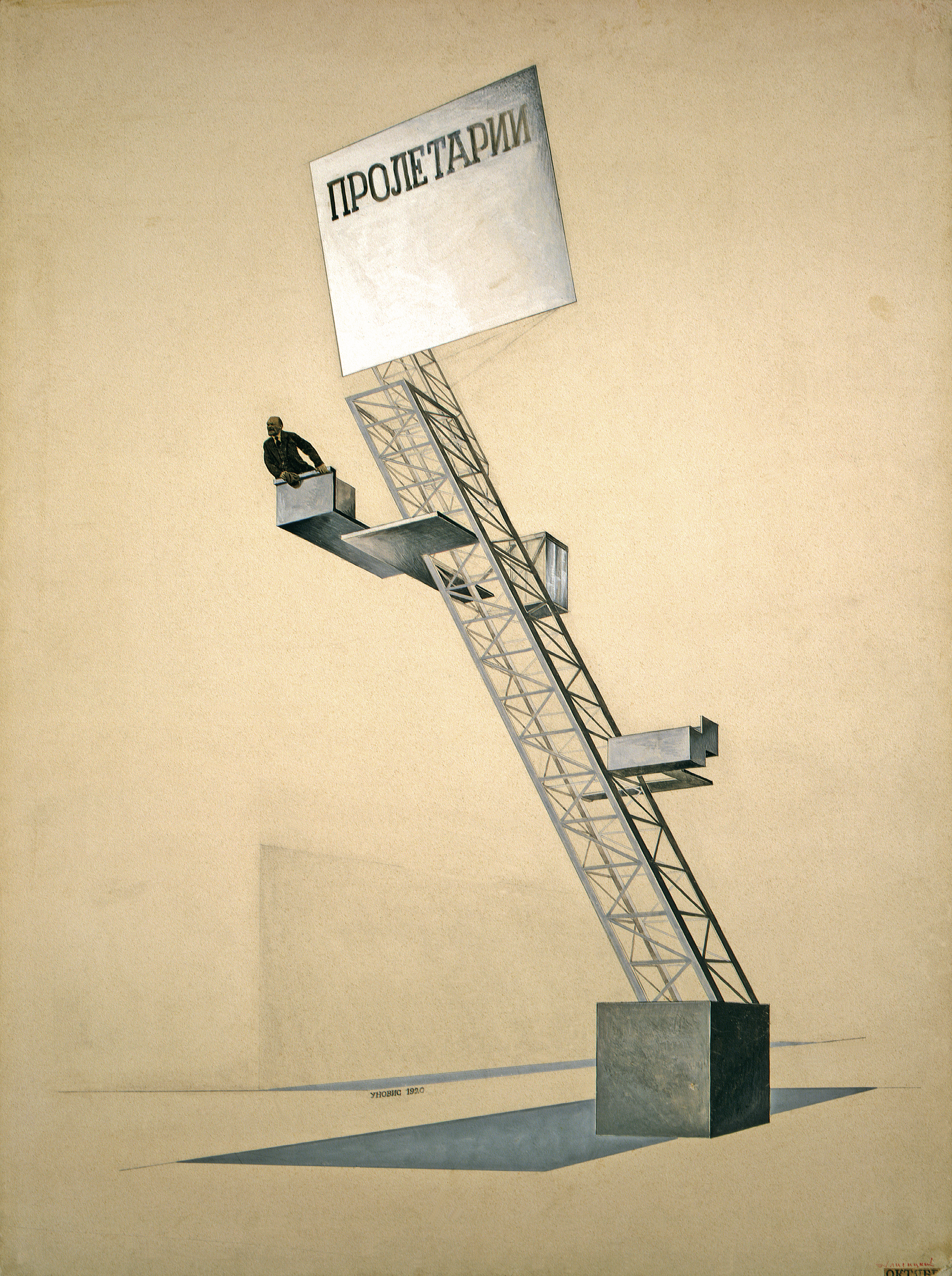
Эль Лисицкий, «Трибуна Ленина», 1920
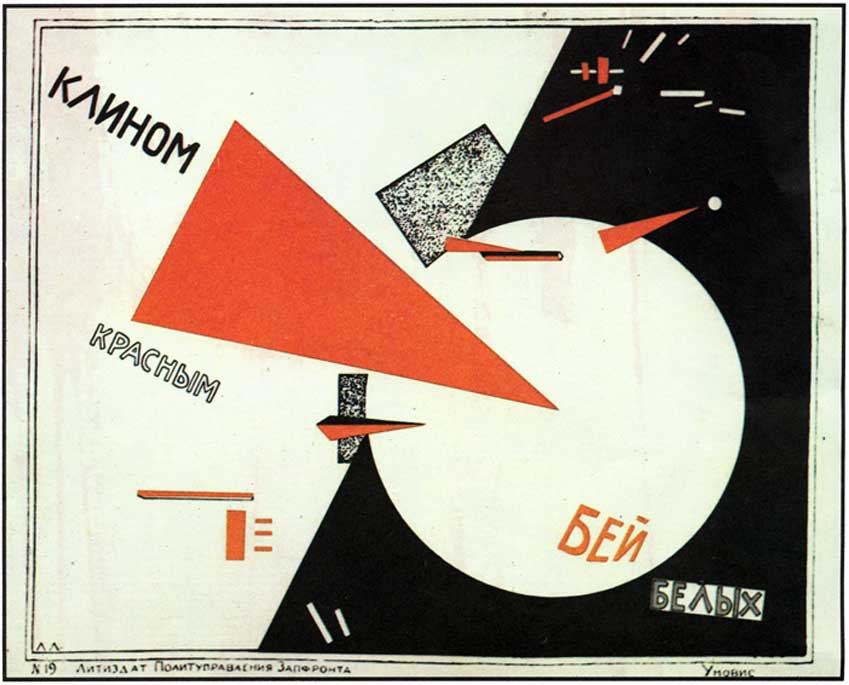
Эль Лисицкий, «Клином красным бей белых!», 1920
«Рабочий и колхозница»

## Музыкальное оформление
- В начале сцены «Сны о России» использовались «Половецкие пляски» А. П. Бородина[15].
- Делегации стран-участниц выходили на стадион под миксы российского диджея Леонида Руденко (DJ Leonid Rudenko).
- Российская команда выходила под мэшап мелодии «We Will Rock You» группы Queen и «Нас не догонят» группы «Тату».
- Во время выхода талисманов прозвучала мелодия Тамаша Деака «Vízisí» из вступительных титров мультсериала «Ну, погоди!» в современной обработке.
- Во время «Масленицы» хоровод ведут дымковские игрушки и играет композиция «Кострома» группы «Иван Купала».
- Бал Наташи Ростовой («Война и мир»). Музыкальным сопровождением к балету стал вальс Е. Д. Доги из фильма «Мой ласковый и нежный зверь».
- Революцию иллюстрирует музыка А. Г. Шнитке Concerto Grosso № 1 — ч.V. Rondo. Agitato.
- Период индустриализции — Румба из сюиты Г. В. Свиридова «Время, вперёд!».
- Романтика СССР — «Лучший город Земли» в исполнении Муслима Магомаева, «Твист» из к.ф. «Приключения Шурика» (новелла «Наваждение»), «Вокализ» Эдуарда Хиля, «Подмосковные вечера», «Ребята с нашего двора» Любэ, песня «Пусть всегда будет солнце».
- Сцена с Олимпиадой в Москве сопровождается обработанной версией песни «Олимпиада-80» Давида Тухманова.
- Земфира высказала резкое неодобрение тому, что её композиция «Хочешь?» использовалась без разрешения[16].
- Также во время церемонии прозвучала композиция группы Daft Punk «The Game Has Changed» из саундтрека к фильму «Трон: Наследие».
- В самом конце театрализованной части церемонии прозвучали фрагменты композиции «Поход» («Смерть героя») Эдуарда Артемьева из фильма «Сибириада», «Улетай на крыльях ветра» из оперы «Князь Игорь».
- Зажжение олимпийского огня сопровождалось финалом балета Игоря Стравинского «Жар-птица» и вальсом из балета «Маскарад» Арама Хачатуряна.

## Олимпийские символы

### Гимн
Олимпийский гимн исполнила российская оперная певица Анна Нетребко в сопровождении мужского хора.

### Флаг

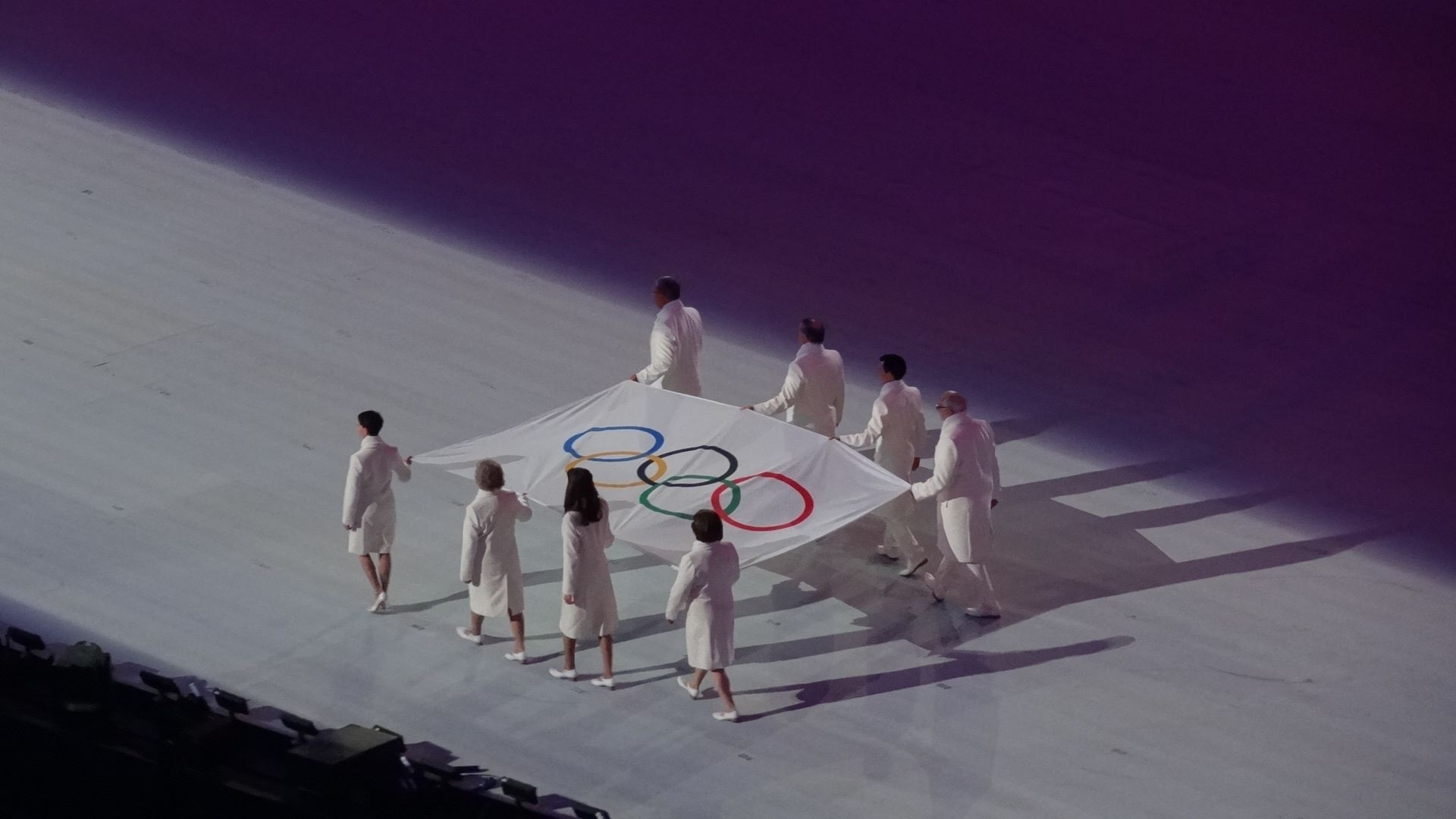
Вынос Олимпийского флага

Олимпийский флаг на стадион «Фишт» торжественно внесли восемь известных россиян:
- Вячеслав Фетисов, хоккеист
- Чулпан Хаматова, актриса
- Валерий Гергиев, дирижёр
- Лидия Скобликова, конькобежка
- Алан Енилеев, киберспортсмен
- Анастасия Попова, тележурналистка
- Никита Михалков, режиссёр
- Валентина Терешкова, первая женщина-космонавт

### Талисманы
Талисманы игр Белый мишка, Леопард и Зайка были представлены изготовленными в Австралии и передвигавшимися на специальном автомобильном шасси уникальными многометровыми надувными куклами, движения и мимика которых управлялась электроникой и оператором в шасси.

### Клятвы
Были даны клятвы от лица спортсменов, судей и тренеров:
- клятва спортсменов — Руслан Захаров, член сборной России по шорт-треку;
- клятва судей — Вячеслав Веденин-младший, лыжный судья, сын советского лыжника Вячеслава Веденина;
- клятва тренеров — Анастасия Попкова, тренер по горнолыжному спорту.

## Зажжение огня

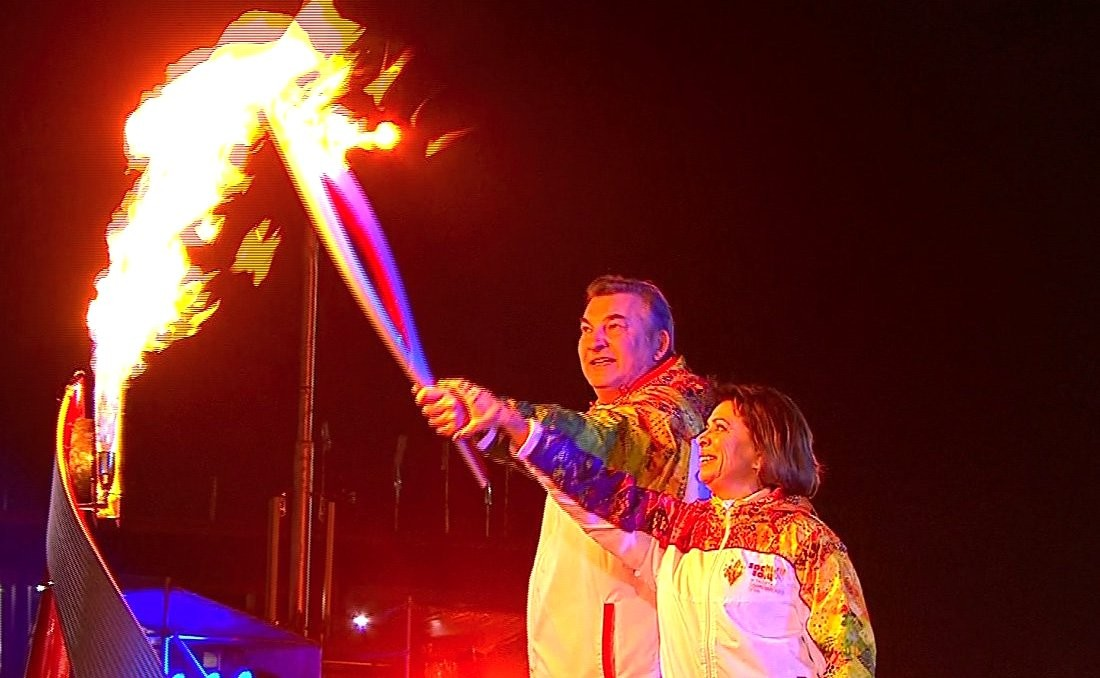
Владислав Третьяк и Ирина Роднина зажигают чашу олимпийского огня

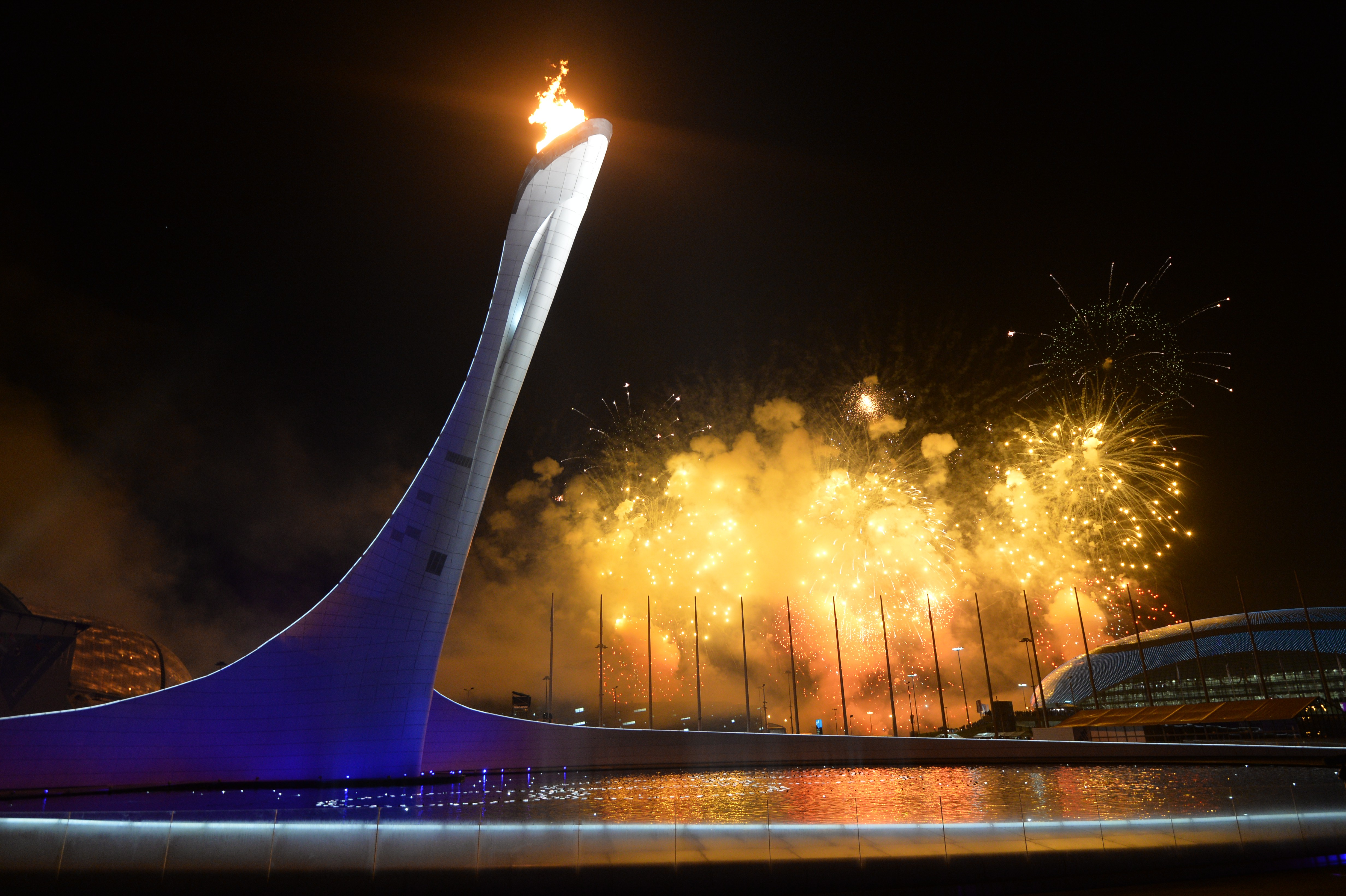
Зажжённый олимпийский огонь

В церемонии зажжения олимпийского огня приняло участие шесть человек — Мария Шарапова, Елена Исинбаева, Александр Карелин, Алина Кабаева, Владислав Третьяк и Ирина Роднина.
Первой по стадиону «Фишт» олимпийский огонь несла теннисистка Мария Шарапова, которая передала его легкоатлетке Елене Исинбаевой. Следующим огонь получил борец Александр Карелин, который в сопровождении Марии Шараповой и Елены Исинбаевой передал его олимпийской чемпионке по художественной гимнастике Алине Кабаевой. Вчетвером спортсмены передали огонь трёхкратным советским олимпийским чемпионам по хоккею и фигурному катанию Владиславу Третьяку и Ирине Родниной. После того как факел пронесла Роднина, она сопровождала Третьяка, нёсшего огонь на последнем участке вне стадиона к чаше, устроенной на площади Олимпийского парка в виде наклонно-изогнутой 30-метровой стелы. Третьяк и Роднина вдвоём поднесли факел к зажигающему чашеприёмнику перед основанием стелы, после чего огонь по попеременно вспыхивавшим факелам-стойкам взбежал по стеле к чаше на её вершине.
Видимый на многие километры вокруг, огонь в чаше горел до окончания Олимпийских игр 23 февраля 2014 года.

## Присутствовавшие официальные лица
На церемонии присутствовали главы государств и правительств, а также 2 главы международных организаций, президент Международного олимпийского комитета Томас Бах и другие известные лица. Курсивом выделены официальные лица стран, спортсмены которых не участвовали в Олимпиаде 2014 года.
1. Республика Абхазия — президент Александр Анкваб[22]
2. Австрия — федеральный канцлер Вернер Файман
3. Азербайджан — президент Ильхам Алиев
4. Армения — президент Серж Саргсян
5. Афганистан — президент Хамид Карзай
6. Беларусь — президент Александр Лукашенко
7. Болгария — президент Росен Плевнелиев и премьер-министр Пламен Орешарски
8. Венгрия — президент Янош Адер
9. Дания — кронпринц Дании Фредерик
10. Греция — президент Каролос Папульяс
11. Иордания — Принц Фейсал бин аль-Хуссейн
12. Исландия — президент Оулавюр Рагнар Гримссон
13. Италия — председатель совета министров Энрико Летта
14. Казахстан — президент Нурсултан Назарбаев
15. Кыргызстан — президент Алмазбек Атамбаев[23]
16. Кипр — президент Никос Анастасиадис
17. Китай/ Гонконг — председатель КНР Си Цзиньпин
18. КНДР — председатель Президиума Верховного Народного Собрания Ким Ён Нам
19. Латвия — президент Андрис Берзиньш
20. Ливан — премьер-министр Наджиб Азми Микати
21. Литва — премьер-министр Альгирдас Буткявичюс
22. Лихтенштейн — премьер-министр Адриан Хаслер
23. Люксембург — великий герцог Анри
24. Северная Македония — президент Георге Иванов
25. Марокко — премьер-министр Абделила Бенкиран
26. Молдова — премьер-министр Юрие Лянкэ
27. Монако — князь Альбер II и княгиня Шарлен
28. Монголия — президент Цахиагийн Элбэгдорж
29. Нидерланды — король Виллем-Александр, королева Максима и премьер-министр Марк Рютте
30. Норвегия — король Харальд V и премьер-министр Эрна Сульберг
31. Россия — президент Владимир Путин и премьер-министр Дмитрий Медведев
32. Румыния — премьер-министр Виктор Понта
33. Сербия — президент Томислав Николич
34. Словакия — президент Иван Гашпарович
35. Туркменистан — президент Гурбангулы Бердымухамедов
36. Турция — премьер-министр Реджеп Тайип Эрдоган
37. Узбекистан — президент Ислам Каримов
38. Украина — президент Виктор Янукович
39. Финляндия — президент Саули Нийнистё и премьер-министр Юрки Катайнен
40. Хорватия — президент Иво Йосипович
41. Черногория — президент Филип Вуянович
42. Чехия — президент Милош Земан
43. Швейцария — президент Дидье Буркхальтер
44. Швеция — король Карл XVI Густав
45. Эстония — премьер-министр Андрус Ансип
46. Республика Корея — президент Пак Кын Хе, премьер-министр Чон Хон Вон и губернатор провинции Канвондо Чой Мун Сун
47. Южная Осетия — президент Леонид Тибилов[24]
48. Япония — премьер-министр Синдзо Абэ

### Организации
1. / Германия — президент МОК Томас Бах
2. ООН/ Республика Корея — генеральный секретарь ООН Пан Ги Мун
3. Европа/ Норвегия — генеральный секретарь Совета Европы Турбьёрн Ягланд